# Robert Eriksson (politiker)
Robert Eriksson, född 23 april 1974 i Levanger, är en  norsk lobbyist och tidigare politiker i Fremskrittspartiet. Han var ledamot av Stortinget från Nord-Trøndelag 2005–2013 och var ordförande för Stortingets arbets- och socialkommitté 2009–2013. Mellan 2013 och 2015 var han arbetsminister i Regeringen Solberg. Efter att lämnat politiken 2015 har han sedan 2016 arbetat som PR-konsult i företaget MSLGROUP och som lobbyist för skaldjursindustrin.